# Prix européen de combinatoire
Le Prix européen de combinatoire (European Prize in Combinatorics) est une distinction scientifique dans le domaine de la combinatoire, une discipline mathématique, qui est décerné tous les deux ans à l'occasion d'Eurocomb, la conférence européenne sur la combinatoire, la théorie des graphes et leurs applications. Le prix a été attribué pour la première fois à Eurocomb 2003 à Prague. Les lauréats ne doivent pas être âgés de plus de 35 ans.

## Lauréats
- 2003 Daniela Kühn, Deryk Osthus et Alain Plagne[2]
- 2005 Dmitry Feichtner-Kozlov (en)
- 2007 Gilles Schaeffer (de)[3]
- 2009 Peter Keevash[4], Balázs Szegedy[5]
- 2011 David Conlon, Daniel Kráľ[6]
- 2013 Wojciech Samotij, Tom Sanders
- 2015 Karim Adiprasito, Zdeněk Dvořák, Robert Morris[7]
- 2017 Christian Reiher, Maryna Viazovska[8]
- 2019 Richard Montgomery et Alexey Pokrovskiy[9],[10]
- 2021 Péter Pál Pach, Julian Sahasrabudhe, Lisa Sauermann, István Tomon[11]
- 2023 Johannes Carmesin, Felix Joos